# 27 germinal
27 ventôse 27 floréal
Le septidi 27 germinal, officiellement dénommé jour de l'anémone, est le 207e jour de l'année du calendrier républicain.
C'était généralement le 16e jour du mois d'avril dans le calendrier grégorien.

## Événement
- 27 germinal an II (16 avril 1794) : à l'initiative de Saint-Just, la Convention supprime les tribunaux révolutionnaires départementaux au profit du seul tribunal de Paris. Les nobles, étrangers ont interdiction de résider à Paris ou dans les places fortes[1].
- 27 germinal an IV (16 avril 1796) : la peine de mort ou la déportation est désormais passible pour ceux critiquant la constitution de l'an III ou réclamant la loi agraire[1].
- 27 germinal an V (16 avril 1797) : Premier numéro du journal satirique, le Thé, publié par le journaliste Bertin d'Antilly.
- 27 germinal an VII (16 avril 1799) : victoire de Napoléon Bonaparte et de Kléber au Mont-Thabor face aux troupes turques.

## Naissances
- 27 germinal an XIII : Jean-Baptiste George de La Massonnais (17 avril 1805)

## Décès
- 27 germinal an XII : Jean-François Berruyer (17 avril 1804)